# AC Greyhound
AC Greyhound – produkowana przez AC Cars w latach 1959–1963 czteromiejscowa (układ 2+2) wersja modeli Ace i Aceca. Powstały 83 egzemplarze modelu. Samochód posiadał dwudrzwiowe aluminiowe nadwozie typu coupé oraz cztery miejsca siedzące w układzie 2+2. Większość rozwiązań technicznych pozostała niezmieniona w stosunku do AC Ace oraz Aceca.
Greyhound z dwulitrowym silnikiem został w 1961 roku przetestowany przez brytyjski magazyn motoryzacyjny The Motor. Prędkość maksymalna zmierzona podczas testu wyniosła 180 km/h. Przyspieszenie od 0 do 100 km/h zajęło samochodowi 11,4 s. Średnie zużycie paliwa na 100 km wyniosło 13 litrów. Cena testowanego egzemplarza wynosiła 3185 funtów szterlingów.

## Dane techniczne (R6 2.0)

### Silnik
- R6 2,0 l (1971 cm³), 2 zawory na cylinder, OHV
- Układ zasilania: trzy gaźniki
- Średnica cylindra × skok tłoka: 66,00 mm × 96,00 mm
- Stopień sprężania: 9,0:1
- Moc maksymalna: 126 KM (93 kW) przy 6000 obr./min
- Maksymalny moment obrotowy: 179 N•m przy 4500 obr./min

### Osiągi
- Przyspieszenie 0-80 km/h: 9,5 s
- Przyspieszenie 0-100 km/h: 12,7 s
- Czas przejazdu pierwszych 400 m: 19,1 s
- Prędkość maksymalna: 167 km/h